# Hacjivah Dayimani
Pas d'image ? Cliquez ici

a Compétitions nationales et continentales officielles uniquement.

Dernière mise à jour le 18 avril 2025.
Hacjivah Dayimani, né le 23 septembre 1997 au Cap (Afrique du Sud), est un joueur sud-africain de rugby à XV jouant aux postes de troisième ligne centre ou de troisième ligne aile au Racing 92 depuis 2024.

## Biographie

### Jeunesse et formation
Hacjivah Dayimani est né au Cap d'un père juif igbo d'origine nigériane, et d'une mère Sangoma du peuple Xhosa. Il se considère lui-même comme juif.
Il grandit dans une situation de grande précarité et pauvreté, vivant dans un premier temps chez sa mère dans un bidonville de la banlieue du Cap, puis chez sa grand-mère à Cradock, et enfin chez son père à Johannesbourg,. Il change cinq fois d'école au cours de sa scolarité. Lors de son enfance, il est contraint de travailler pour survivre, étant employé sur des chantiers de constructions, en vendant des oranges ou comme pompiste. 

### Carrière en club
Hacjivah Dayimani commence à jouer au rugby à XV lorsqu'il vit à Cradock. Lorsqu'il rejoint son père à Johannesbourg, celui-ci est hostile au rugby car les compétitions se jouent lors du shabbat, et il pousse son fils à plutôt pratiquer la boxe. Néanmoins, il continue de pratiquer le rugby en cachette et, se montrant talentueux, obtient une bourse d'études pour rejoindre la prestigieuse Jeppe High School (en). Il joue avec l'équipe première de l'établissement pendant deux ans au sein du championnat national scolaire, entre 2014 et 2015.
Il joue également à partir de 2013 avec les équipes jeunes des Golden Lions, disputant notamment la Grant Khomo Week en 2013, puis la Craven Week entre 2014 et 2015,. En 2016, il remporte avec l'équipe des moins de 19 ans le championnat provincial junior sud-africain.
Tout juste âgé de 19 ans, Dayimani fait ses débuts professionnels avec les Golden Lions lors du Rugby Challenge. Il joue son premier match le 6 mai 2017 contre les Namibia Welwitschias, et marque un triplé à cette occasion. Il enchaîne ensuite avec la Currie Cup plus tard la même année.
En 2017 également, il est retenu au sein de l'effectif élargi de la franchise de Super Rugby des Lions, mais ne dispute aucun match. Toujours présent la saison suivante, il dispute son premier match le 17 février 2018 contre les Sharks,. Il joue un total de douze matchs lors de sa première saison, dont cinq titularisations.
Lors de ses trois saisons avec les Lions, il est principalement utilisé en tant que remplaçant, en vertu de son profil de impact player et la forte concurrence en troisième ligne,.
En 2021, il signe un contrat de deux saisons avec la Western Province et la franchise des Stormers,.
Dès sa première saison avec les Stormers, il participe activement au bon parcours de son équipe qui, pour leur première saison en United Rugby Championship, remporte la compétition,. En janvier 2023, il prolonge son contrat pour deux saisons supplémentaires, soit jusqu'en 2025.
Finalement il signe au Racing 92 en France en 2024.

### Carrière internationale
Hacjivah Dayimani joue avec l'équipe d'Afrique du Sud scolaire en 2015,. La même année, il joue également avec la sélection à sept des moins de 18 ans pour les Jeux du Commonwealth de la jeunesse aux Samoa. Son équipe remporte la médaille d'or.
Il manque par la suite d'être sélectionné avec l'équipe d'Afrique du Sud des moins de 20 ans, lui étant reproché un manque de gabarit et de puissance.
En septembre 2019, il est invité à s'entraîner avec l'équipe d'Afrique du Sud de rugby à sept. Après avoir joué un tournoi avec l'équipe espoir, il est retenu dans l'effectif pour le début de la saison 2019-2020 des World Rugby Sevens Series. Néanmoins, une blessure, puis son contrat avec la saison de Super Rugby, l'empêche finalement de jouer avec la sélection.

## Style de jeu
Hacjivah Dayimani est un troisième ligne réputé pour sa vitesse de pointe très au dessus de la moyenne du poste, et sa qualité technique. À l'adolescence, il est chronométré à 10 s 6 au 100 mètres. Ses qualités athlétiques et techniques sont telles qu'une reconversion aux postes d'ailier ou de centre a longtemps été envisagée, sans que le joueur ne souhaite y donner suite,. Parmi les critiques adressées à son jeu, surtout au début de sa carrière, on retrouve surtout les lacunes qu'il aurait dans la puissance physique, les rucks ou la touche,. 

## Palmarès

### En club
- Finaliste du Super Rugby en 2018 avec les Lions.
- Finaliste de Currie Cup en 2019 avec les Golden Lions.
- Vainqueur de l'United Rugby Championship en 2022 avec les Stormers.